# Chongjin
Chongjin (청진시?, 淸津市?, McCune-Reischauer: Ch'ŏngjin-si, Latinizzazione riveduta: Cheongjin-siLR) è una città della Corea del Nord, porto sulla costa nord-orientale della provincia dello Hamgyŏng Settentrionale, sul mar del Giappone (mar orientale di Corea).

## Storia
Prima dell'annessione della Corea nel 1910, Chongjin era un piccolo villaggio di pescatori. I caratteri cinesi del toponimo significano: "attraversamento del fiume chiaro".
Durante la guerra russo-giapponese degli anni 1904-1905, le truppe nipponiche sbarcarono a Chongjin, stabilendovi una base di rifornimento a causa della sua posizione vicina alle linee del fronte in Manciuria. Così, i giapponesi sono rimasti nell'area dopo la fine della guerra e, nel 1908, decretarono che la città fosse un porto aperto per il trasporto delle materie prime coreane ed un punto di rifornimento per il commercio verso la Cina. In quel periodo, la città era nota col nome di Seishin, per via della pronuncia giapponese dei caratteri cinesi del toponimo.
A partire dal 1918, la 19ª divisione dell'Esercito imperiale giapponese ebbe il suo quartier generale a Ranam-guyok, dove i giapponesi costruirono una nuova città di fondazione, basata su un reticolo ortogonale. Nel 1930 il centro iniziò ad espandersi, con l'importante centro siderurgico, lo Seishin Iron and Steel Works, che vi costruì la Nippon Steel. Ranam venne quindi annessa a Chongjin nel 1940. Qualche giorno prima della fine della Seconda guerra mondiale, dopo una breve resistenza, la città venne presa dalle truppe dell'Unione Sovietica, il 13 agosto 1945.
Durante il periodo nord-coreano, Chongjin è rimasta un centro militare e industriale di rilievo, per cui a volte viene chiamata "la città d'acciaio". Dal 1960 al 1967 e dal 1977 al 1985 la città ha goduto di un'amministrazione speciale, parificata a quella di provincia. Chongjin ha fortemente subito la crisi successiva al crollo dell'Unione Sovietica: con la riduzione delle forniture elettriche, molte fabbriche hanno dovuto chiudere negli anni novanta. Nello stesso periodo, la carestia che fece numerose centinaia di migliaia di morti in Corea del Nord, colpì duramente Chongjin e la sua regione, con un tasso di morti del 20% secondo certe fonti. Attualmente, la qualità della vita rimane bassa, anche a causa del forte inquinamento, oltre che per la scarsità di cibo. La città subisce un vasto piano di espansione e costruzione di quartieri residenziali, la cui durata si estende su vari anni nel decennio 2010-2020.